# Camp Rock
Camp Rock, cunoscut în România și ca Tabăra Rock este un Film Original Disney Channel, avându-i în rolurile principale pe Jonas Brothers și Demi Lovato. Muzica a fost scrisă de Julie Brown, Paul Brown, Regina Hicks și Karen Gist. Filmul a fost regizat de Matthew Diamond și produs de Alan Sacks.
Filmul a avut premiera în Statele Unite pe 20 iunie 2008, pe Disney Channel. În România, filmul a avut premiera pe 22 noiembrie 2008  pe Prima TV, iar varianta subtitrate în limba română pe 20 decembrie 2008, pe Jetix. În Statele Unite, filmul a fost vizionat de 8,9 milioane de persoane, intrând pe locul 2 în topul celor mai vizionate filme originale Disney Channel. După premiera Magicienii din Waverly Place: Filmul, Camp Rock a fost subplasat pe locul 3, în același top. .

## Povestea
Mitchie Torres (Demi Lovato) este o tânără pasionată de muzică, a cărui vis este să devină o cântăreață profesionistă. Pe perioada verii, Mitchie își dorește să frecventeze o tabără numită "Camp Rock". Cum familia nu poate suporta cheltuielile, mama lui Mitchie aranjează în așa fel încât ea să fie bucătăreasa taberei, acest lucru asigurându-i lui Mitchie un loc în tabără. Mitchie încearcă să ascundă acest lucru de ceilalți copii din tabără  și îi este rusine să cânte în fața altor oameni. Se împrietenește cu cea mai populară fată din tabără, Tess Tyler (Meaghan Jette Martin), și cu grupul ei format din Ella Pador (Anna Maria Perez de Taglé) și  Peggy Warburton/Margaret Dupree (Jasmine Richards. De asemenea se apropie și mai mult de Caitlyn Gellar (Alyson Stoner) atunci când aceasta îi află secretul și îi devine cea mai bună prietenă. Tess a intimidat-o pe Mitchie să facă parte din grupul ei, până când invidia o face să o trădeze spunându-le tuturor secretul. Acest secret l-a făcut pe Shane să o urască pe Mitchie.
Shane Gray, un star pop răsfățat este trimis în tabără de frații lui, colegi de trupă, Jason (Kevin Jonas) și Nate (Nick Jonas), pentru a preda orele de dans. Shane o aude pe Mitchie cântând, și se îndrăgostește de vocea ei, fără a ști identitatea acesteia. Shane petrece mult timp pentru a găsi “fata cu voce”, pentru a înregistra un cântec alături de ea. Când Shane descoperă identitatea ei, între cei doi se înfiripă o poveste de dragoste.

## Personaje
- Mitchie Torres (Demi Lovato) este o fată care-și dorește foarte mult să devină cântăreață. Visul ei este să plece în "Camp Rock", dar familia nu poate să suporte cheltuielile. Singura cale ca Mitchie să plece în "Camp Rock" este ca mama acesteia să fie bucătăreasa taberei. Mitchie încearcă să ascundă acest lucru, temându-se că ar putea fi respinsă.
- Shane Gray (Joe Jonas) este faimosul solist al trupei "Connect 3". Este trimis în "Camp Rock" în speranța ca acesta să-și schimbe comportamentul arogant. În tabără, Shane aude vocea unei fete, și petrece majoritatea timpului încercând să găsească fata de a cărei voce s-a îndrăgostit (care este Mitchie). Mai târziu, el se întâlnește cu Mitchie și devin prieteni, fără să știe că vocea îi aparține ei. Acesta descoperă la șfârșitul filmului că vocea îi aparține lui Mitchie, și se îndrăgostește de ea.
- Nate (Nick Jonas) și Jason (Kevin Jonas) sunt frații lui Shane și membrii ai trupei "Connect 3".
- Tess Tyler (Meaghan Jette Martin) este fiica cântăreței T.J. Tyler, și își dorește să devină la fel de faimoasă ca mama ei. Întotdeauna procedează cum consideră, chiar dacă implică faptul de a-I răni pe ceilalți. Încearcă să-I capteze atenția lui Shane, pentru a-l impresiona. Motivul pentru comportamentul lui Tess este faptul că mama ei este mereu prea ocupată cu cariera ei, fără să-I acorde atenție fiicei sale. Tess vede în Mitchie un dușman și face tot posibilul să o elimine.
- Caitlyn Gellar (Alyson Stoner) este cea mai bună prietenă a lui Mitchie din tabără și este una din puținele persoane care îi iau apărarea lui Mitchie când Tess îi dezvăluie secretul. Își dorește să devină producător de muzică și este văzută foarte des compunând muzică pe laptop-ul ei.
- Connie Torres (Maria Canals Barrera) este mama lui Mitchie și deține o companie de catering. Aceasta pleacă în tabără pentru a fi bucătăreasă, asigurându-I lui Mitchie un loc în tabără. Mitchie a fost la început jenată de faptul că mama ei era bucătăreasa taberei.
- Ella Pador (Anna Maria Perez de Taglé) este o așa-zisă prietenă a lui Tessand și este cam cu capul în nori.
- Peggy Warburton (Jasmine Richards) este o altă așa-zisă prietenă a lui Tess, și urmează întotdeauna ideile lui Tess, chiar dacă părerile sale sunt diferite. Mai târziu, în film, este dezvăluit faptul că numele ei adevărat este Margaret Dupree.
- Brown Cessario (Daniel Fathers) este unchiul lui Shane și directorul “Camp Rock”. Acesta a fost chitaristul unei trupe numită "White Crows" și a fost în turneu cu Aerosmith.
- Barron James (Jordan Francis) și Sander Lawer (Roshon Fegan) sunt niște break-danceri, și sunt cei mai buni prieteni. De asemenea, ei cântă rap la competiția finală alături de Ella. Sunt printre puținii oameni care o sprijină pe Mitchie după ce secretul ei a fost aflat.
- Lola Scott (Aaryn Doyle) este o cântăreață talentată, care uneori cântă rap. Este foarte bună prietenă cu Caytlin și a sprijinit-o pe Mitchie când secretul ei a fost aflat.

## Coloana sonoră
| Nr. | Titlu              | Interpret                                      | Durata |
| --- | ------------------ | ---------------------------------------------- | ------ |
| 1.  | "We Rock"          | Distribuția Camp Rock                          | 3:12   |
| 2.  | "Play My Music"    | Jonas Brothers                                 | 3:18   |
| 3.  | "Gotta Find You"   | Joe Jonas                                      | 4:02   |
| 4.  | "Start the Party"  | Jordan Francis                                 | 3:00   |
| 5.  | "Who Will I Be"    | Demi Lovato                                    | 3:07   |
| 6.  | "This is Me"       | Demi Lovato, Joe Jonas                         | 3:09   |
| 7.  | "Hasta La Vista"   | Jordan Francis, Roshon Fegan                   | 2:37   |
| 8.  | "Here I Am"        | Renee Sandstrom                                | 3:46   |
| 9.  | "Too Cool"         | Meaghan Jette Martin                           | 2:52   |
| 10. | "Our Time Is Here" | Demi Lovato, Aaryn Doyle, Meaghan Jette Martin | 3:25   |
| 11. | "2 Stars"          | Meaghan Jette Martin                           | 2:55   |
| 12. | "What It Takes"    | Aaryn Doyle                                    | 2:42   |

## Urmări
Filmările pentru cea de a doua parte a filmului Camp Rock, Camp Rock 2: Competiția Finală au început pe 3 septembrie 2009, iar premiera va avea loc pe data 5 septembrie 2010, în Statele Unite.
Povestea se focalizează pe Shane Gray și Mitchie Torres care se întorc în "Camp Rock", și descoperă faptul că mulți copii și instructori abandonează tabără, din cauza taberei rivale, "Camp Star". Tess Tiller șochează lumea când renunță la "Camp Rock", pentru tabăra rivală. Cei din "Camp Star" îi provoacă pe cei din "Camp Rock" la o competiție muzicală, pentru a demonstra care este cea mai bună tabără. Toată lumea se pregătește pentru marea competiție. Tabăra care va pierde va urma să fie închisă. Între timp, Nate se îndrăgostește de fiica proprietarului taberei rivale, Dana Turner.
Un mini serial, Drumul spre Camp Rock 2: Competiția Fianlă a fost lansat pe Disney Channel România, pentru a promova filmul.

## Alte apariții
Într-un episod al serialului lui Demi Lovato, Sonny și Steluța ei norocoasă, a fost făcută o parodie a "Camp Rock". Episodul a  avut-o ca invitat special pe Selena Gomez, ca ea însăși, dând audiție pentru rolul "Sonny", într-un film regizat rivalul lui Sonny, Chad Dylan Cooper. Cum Sonny și Selena se ceartă pentru rol, Gomez renunță la rol pentru a juca în "Camp Hip-Hop". Mai târziu, în episod este prezentată parodia "Camp Hip-Hop", cu Selena Gomez în rolul lui Mitchie. Aceasta dansează "hip-hop", alături de niște falși Jonas Brothers.